# الحوق (كحلان عفار)

تعديل مصدري - تعديل

الحوق هي إحدى قرى عزلة قيدان بمديرية كحلان عفار التابعة لمحافظة حجة، بلغ تعداد سكانها 416 نسمة حسب تعداد اليمن لعام 2004.